# Brachydesmus troglobius
Brachydesmus troglobius är en mångfotingart som beskrevs av Daday 1889. Brachydesmus troglobius ingår i släktet Brachydesmus och familjen plattdubbelfotingar. Utöver nominatformen finns också underarten B. t. plitvicensis.